# Hard Labor
Hard Labor es el undécimo álbum de la banda de rock estadounidense Three Dog Night. Fue publicado el 6 de marzo de 1974 a través del sello discográfico Dunhill Records. Para este álbum, la banda reemplazó al productor Richard Podolor por Jimmy Ienner, conocido por su trabajo de producción con Raspberries y Lighthouse.

## Recepción de la crítica
Billboard lo nombró una selección “Spotlight” y un crítico no especificado escribió: “Como siempre, los cantantes intercambian bien los puestos principales, las armonías son firmes y tan efectivas en muchos lugares como los protagonistas, y la banda de cuatro miembros es firme y casi perfecta”. Un escritor no especificado de la revista Cash Box describió Hard Labor como “un estudio fantástico en contraste teatral y musical” y “un LP emocionante, repleto de cambios de humor tanto sutiles como obvios”, e indicó que “la producción de Jimmy Lenner es impecable como siempre, lo que permite que el talento abrumador de Three Dog Night brille en cada corte”.

## Lista de canciones
| Lado dos |                            |                          |          |  |
| N.º      | Título                     | Escritor(es)             | Duración |  |
| 1.       | «Prelude»                  | Dominio público          | 1:00     |  |
| 2.       | «Sure as I'm Sittin' Here» | John Hiatt               | 4:45     |  |
| 3.       | «Anytime Babe»             | Larry Weiss              | 3:07     |  |
| 4.       | «Put Out the Light»        | Daniel Moore             | 3:06     |  |
| 5.       | «Sitting in Limbo»         | Jimmy Cliff Gully Bright | 5:03     |  |

| Lado uno |                                          |                          |          |  |
| N.º      | Título                                   | Escritor(es)             | Duración |  |
| 1.       | «I'd Be So Happy»                        | Skip Prokop              | 4:43     |  |
| 2.       | «Play Something Sweet (Brickyard Blues)» | Allen Toussaint          | 4:47     |  |
| 3.       | «On the Way Back Home»                   | Moore                    | 4:19     |  |
| 4.       | «The Show Must Go On»                    | Leo Sayer David Courtney | 4:23     |  |

## Créditos y personal
Créditos adaptados desde las notas de álbum de Hard Labor.
Three Dog Night
- Chuck Negron – voces
- Cory Wells – voces
- Danny Hutton – voces
- Michael Allsup – guitarra, banjo
- Jack Ryland – bajo eléctrico
- Jimmy Greenspoon – teclados
- Floyd Sneed – batería, percusión
- Skip Konte – sintetizador ARP, chamberlin, teclados

Personal técnico
- Jimmy Ienner – productor
- Roy Cicala – ingeniero de audio, mezclas
- Jay Messina – ingeniero de audio, mezclas
- John Stronach – ingeniero de audio
- Dennis Ferrante – ingeniero de audio
- Kurt Kinzel – ingeniero asistente
- Corky Stasiak – ingeniero asistente
- Tom Rabstenek – masterización
- Greg Calbi – masterización
- Ed Caraeff – director artístico, fotografía
- David Larkham – diseño de portada

## Certificaciones y ventas
| País                  | Certificación | Ventas  |
| --------------------- | ------------- | ------- |
| Estados Unidos (RIAA) | Oro           | 500 000 |